# Jos Pierreux
Jos Pierreux (19 december 1957) is een Vlaamse schrijver. Hij woonde tot begin 2012 in Pepingen. Toen werd hij professioneel auteur en ging in Knokke en Halle wonen. De meeste van zijn misdaadverhalen (met inspecteur Luk Borré vaak in een hoofdrol) spelen zich in de badstad af, maar hij schrijft ook romans.  
In 2004, 2005, 2014, 2018, 2022 en 2023 werd Pierreux genomineerd voor de Hercule Poirotprijs.  
In 2018 won hij die felbegeerde literatuurprijs met 'Niets erger dan spijt', een misdaadroman die sterk autobiografisch is omdat hij er de (strijd om) euthanasie van zijn moeder in verwerkte.  
In 2019 leverde hij een kortverhaal voor 'VDB Forever', een huldeboek van bekende kunstenaars en schrijvers aan wielrenner Frank Vandenbroucke.  
In 2022 schreef hij een boek in de Wablieft-reeks: 'De eerste moord', een misdaadverhaal in eenvoudig Nederlands voor beginnende volwassen lezers. 
In hetzelfde jaar (2022) won hij de Hercule Poirot Publieksprijs met 'Besloten stad'. 